# 虎姫町
虎姫町（とらひめちょう）は、滋賀県北東部にあった、東浅井郡の町である。2010年1月1日に東浅井郡湖北町、伊香郡高月町、木之本町、余呉町、西浅井町の5町とともに長浜市に編入され、消滅した。また、滋賀県内で最後まで残った、当初から廃置分合を行った事のない市町村であった。

## 歴史
- 1889年（明治22年）4月1日 - 町村制の施行により、東浅井郡中野村・大寺村・三川村・宮部村・大井村・五村・酢村・田村・月ヶ瀬村・唐国村の区域をもって虎姫村が発足。
- 1940年（昭和15年）12月10日 - 虎姫村が町制施行して虎姫町となる。
- 2010年（平成22年）1月1日 - 長浜市に編入。同日虎姫町廃止。

## 教育
- 高等学校
  - 滋賀県立虎姫高等学校
- 小学校・中学校
  - 長浜市立虎姫学園(長浜市編入前は虎姫町立虎姫小学校）

## 交通

### 鉄道
- 西日本旅客鉄道
  - 北陸本線：虎姫駅

### 道路
- 高速道路
  - 北陸自動車道が町内を通るもののインターチェンジなどはなし。最寄りインターチェンジは長浜IC。
- 一般国道
  - 国道8号
- 一般県道
  - 滋賀県道254号川道唐国線
  - 滋賀県道263号丁野虎姫長浜線
  - 滋賀県道273号東野虎姫線
  - 滋賀県道274号虎姫停車場線
  - 滋賀県道275号三川月ヶ瀬線
  - 滋賀県道501号安養寺虎姫線
  - 滋賀県道510号伊部近江線

## 名所・旧跡・観光
- 五村別院 - 真宗大谷派（東本願寺）
- 玉泉寺
- 虎姫時遊館